# Hydroperoxyle
Le radical hydroperoxyle, aussi appelé radical perhydroxyle, de formule semi-développée H–O–O•, est la forme protonée du superoxyde.

## Réactivité
En solution aqueuse, l'équilibre suivant s'établit :
O2− + H2O {\displaystyle \rightleftharpoons } HO2 + OH−.